# Șimnicu de Sus (gmina)
Șimnicu de Sus – gmina w Rumunii, w okręgu Dolj. Obejmuje miejscowości Albești, Cornetu, Deleni, Dudovicești, Duțulești, Florești, Izvor, Jieni, Leșile, Milești, Românești i Șimnicu de Sus. W 2011 roku liczyła 4627 mieszkańców.